# Cathleen Rund
Cathleen Rund (Berlino, 3 novembre 1977) è un'ex nuotatrice tedesca.
Specializzata nel dorso, ha vinto la medaglia di bronzo nei 200 m dorso alle Olimpiadi di Atlanta 1996.

## Palmarès
- Olimpiadi

Atlanta 1996: bronzo nei 200m dorso.
- Europei

Vienna 1995: oro nella 4x100m misti, argento nei 100m dorso, bronzo nei 200m dorso e nei 400m misti.
Siviglia 1997: oro nei 200m dorso.
Istanbul 1999: argento nei 200m dorso.
- Vincitrice della Coppa LEN nel 2007.